# Det Irske Forbund
Det Irske Forbund henviser til perioden med irsk selvstyre fra den irske opstand i 1641 og frem til Cromwells generobring af Irland i 1649. I den periode blev totredjedele af Irland styret af det Katolske Irske Forbund, også kendt som Kilkennyforbundet(da det blev styret fra Kilkenny). Det øvrige Irland, bestående af en masse små enklaver i Ulster, Munster og Leinster, blev forsvaret af mindre hærenheder der var loyale overfor royalister, parlamentarister og skotske Covenanter i Krigen i de tre kongeriger. Det lykkedes ikke forbundet at besejre de britiske hære i landet i perioden 1642 til 1649 i den konflikt som kendes som de Irske Forbundskrige og i 1648 dannede man alliance med royalisterne mod det Lange Parlament.

## Opstanden og dannelsen af Forbundet
Dette er den politiske historie, for at læse nærmere om den militære historie se Irske Forbundskrige
Det Katolske Forbund blev dannet efter den irske opstand i 1641, både for at kontrollere den folkelige opstand men også for at koordinere og planlægge irsk-katolske krigsindsats mod de tilbageblevne engelske styrker i Irland. Håbet var at et sådant initiativ kunne afholde en engelsk eller skotsk generobring af landet. Initiativtagerne til dannelse af forbundet var en katolsk biskop, Nicholas French og en advokat ved navn Nicholas Plunkett. De fremsatte deres forslag til en regeringsdannelse for en række af katolske adelsmænd som Gormanston, Mountgarret, Muskerry samt Donagh MacCarthy. Disse mænd engagerede deres personlige hære i Forbundet og fik andre adelsmænd overtalt til at gøre det samme. Medlemmerne sværgede en ed på at opretholde den romersk-katolske religion, kongens rettigheder og Irlands frihed.

### Forfatning
Forbundets forfatning blev skrevet af en anden advokat, Patrick D'Arcy fra Galway. De parlamentarisk valgte havde en strukturel lighed med det irske parlament, da det kun repræsenterede store godsejere og købmænd. Forbundets regering bestod af en Generalforsamling, et parlament i hvert fald af navn, valgt af den katolske gejstlighed og irske jordejere, som ydermere valgte et regeringsråd. For at finansiere krigen blev en intensiv skatteopkrævning straks sat i gang og derudover blev der sendt udsendinge til de katolske magter i Europa om hjælp.

### Politik
Det katolske forbund hævdede aldrig at de udgjorde en uafhængig regering, men foregav at være royalister, loyale mod Charles I. Da det kun var kongen der kunne sammenkalde et parlament, hævdede Forbundets Generalforsamling heller aldrig at være et parlament, selvom de opførte sig således. I forhandlingerne med royalisterne, krævede forbundsmedlemmerne at enhver indrømmelse skulle godkendes i efterkrigstidens Irske Parlament, som ville have skullet ligne Forbundets Generalforsamling blot med deltagelse af protestantiske royalister.
Forbundet gjorde det klart at deres mål var at lave en aftale med kongen. Ambitionerne var som følger: Fuldbyrdede rettigheder for katolikker i Irland, tolerance af den katolske religion i landet samt irsk selvstyre. Forbundets motto var Pro Deo, Rege et Patria, Hibernia Unanimis(da: For Gud, Konge og Fædreland, et Forenet Irland)
Regeringsrådets medlemmer var overvejende af gammel-engelsk herkomst og var under mistanke fra mange af de gæliske irere, der mente at de var for moderate i deres krav. De mere radikale forbundsmedlemmer pressede på for en total omstyrtelse af bosættelserne og at få den katolske tro som statsreligion.
Forbundet mente at deres politik bedst kunne gennemføres via en alliance med den royalistiske sag og gjorde derfor støtten til kongen til den centrale del af strategien. Dette skyldtes først og fremmest af engelske parlamentarister og skotske covenanter allerede inden krigen havde truet med en invasion og ødelæggelse af den katolske religion og den landejende klasse. I modsætning havde kongen lovet dem visse indrømmelser. Charles´ problem var at han var rædselsslagen over den irske opstand i 1641 og efterfølgende havde underskrevet Adventures Act i 1642; der stillede som forslag at konfiskere alle oprøreres jord i Irland. En ny politik om at nægte irske oprørere benådning var endvidere blevet vedtaget i London og Dublin(at aftale benådning havde været en udbredt måde at afslutte konflikter i Irland i det forrige århundrede). I forlængelse heraf forblev kongens styrker fjendtlige overfor Forbundet indtil 1643, hvor deres militære position begyndte at svækkes. Mange af Forbundets lavadelige stod til at miste deres jord i henhold til Adventurers Act; Det opildnede deres bestræbelser og de indså at kun en loyal holdning kunne ophæve denne lov.
Flere moderate forbundsmedlemmer var bekymret for ikke at kunne komme frem til en aftale med Charles og pressede heraf ikke på for radikale politiske og religiøse reformer, andre ville altså hellere tvinge kongen til at acceptere irsk selvstyre før de overhovedet havde hørt hans vilkår. I stedet for kongen opfordrede de til alliance med Frankrig og Spanien.
52°39′N 7°15′V / 52.65°N 7.25°V